# Pereira (sobrenome)

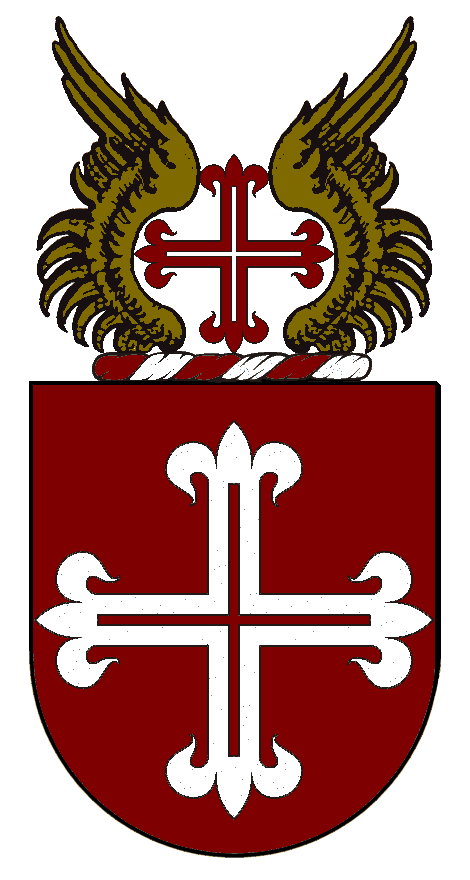
Armas dos Pereiras

Pereira é um sobrenome português de raízes toponímicas, tirado da Quinta e Couto desta designação, sendo a família que o adaptou oriunda de uma linhagem de remotas e nobres origens. Segundo a Grande Enciclopédia Portuguesa e Brasileira, o ramo primogênito dos Pereira(s) originou a Casa dos Senhores e Condes da Feira, enquanto o segundo filho, com duas bastardias, originou o Condestável D. Nuno Álvares Pereira (S. Nuno de Santa Maria), pelo que o seu sangue veio a misturar-se com o de todas as famílias reais europeias. Os Pereira(s) por volta do século XIX e XX foram famosos por seus engenhos no Rio Grande do Norte próximo a Ceará Mirim depois vieram para Paraíba.
Também é um sobrenome (apelido) da Galiza.

## Armas
São representadas: De vermelho, uma cruz de prata, florenciada e vazia; o timbre é a cruz do escudo, entre um voo de ouro.

## Localização
Distribuíram-se geograficamente em Portugal principalmente nas localidades de Portalegre, Lisboa, Ilha da Madeira e Estremadura e Galiza em Espanha; no Brasil, em Minas Gerais, Rio de Janeiro, São Paulo e Rio Grande do Norte, Paraíba
Também é um sobrenome portado por galegos, com grande ocorrência em Tominho, Gomesende, Padrenda e Peroja.

### Toponímias de origem

#### Portugal
- Pereira (Barcelos)
- Pereira (Mirandela)
- Pereira (Montemor-o-Velho)

### Toponímia relacionada

#### Galiza
A origem dos Pereiras está no Reino da Galiza, como se sugere pelos inúmeros topónimos (105 localidades) na nação histórica da Galiza:
- Pereira (Sam Mamede), paróquia em Chantada;
  - Pereira de Abaixo, lugar de dita paróquia;
  - Pereira de Arriba, lugar de dita paróquia;
- Pereira (Sam Bartolomeu), paróquia em Forcarei;
  - Pereira, lugar de dita paróquia;
- Pereira (Santaia), paróquia em Ordes;
- Pereira (Sam Miguel), paróquia em Pino;
  - Pereira, lugar de dita paróquia;
- Pereira de Montes, paróquia em Merca;
  - Pereira, lugar de dita paróquia;

- Pereira, lugar da paróquia de Aranga, em Aranga;
- Pereira, lugar da paróquia de Córneas, em Valeira;
- Pereira, lugar da paróquia de Corvelhe, no concelho de Bande;
- Pereira, lugar da paróquia de Furis, no concelho de Castroverde;
- Pereira, lugar da paróquia de Castelo, no concelho de Cervantes;
- Pereira, lugar da paróquia da Bastida, no concelho da Fonsagrada;
- Pereira, lugar da paróquia de Sam Salvador de Parga, no concelho de Guitiriz;
- Pereira, lugar da paróquia de Albixoi, no concelho de Mesia;
- Pereira, lugar da paróquia de Pinheira, no concelho de Monforte de Lemos;
- Pereira, lugar da paróquia de Cuinha, no concelho de Ortigueira;

- Pereira, lugar da paróquia de Veiga, no concelho de Ortigueira;
- Pereira, lugar da paróquia de Carvalheda, no concelho de Pinhor;
- Pereira, lugar da paróquia de Ribadetea, no concelho de Ponteareas;
- Pereira, lugar da paróquia do Deveso, no concelho das Pontes de Garcia Rodrigues;
- Pereira, lugar da paróquia de Paiçáns, no concelho de Ramirás;
- Pereira, lugar da paróquia de Sam Martinho de Asperelo, no concelho de Rodeiro;
- Pereira, lugar da paróquia de Vilamaior, no concelho de Santa Comba;
- Pereira, lugar da paróquia do Cadramom, no concelho do Val d'Ouro;
- Pereira, lugar da paróquia de Arealonga, no concelho de Vila Garcia de Arousa;
- Pereira, lugar da paróquia de Belesar, no concelho de Vilalva;

- A Pereira, paróquia do concelho de Santa Comba;
- A Pereira, paróquia do concelho de Entrimo;
- A Pereira, lugar da paróquia de Meangos, no concelho de Avegondo;
- A Pereira, lugar da paróquia de Mourentám, no concelho de Arvo;
- A Pereira, lugar da paróquia de Librá,, no concelho de Valeira;
- A Pereira, lugar da paróquia de Barcala, no concelho da Banha;
- A Pereira, lugar da paróquia de Noicela, no concelho de Carvalho;
- A Pereira, lugar da paróquia da Pereirinha, no concelho de Cee;
- A Pereira, lugar da paróquia de Santo Eusébio da Peroja, no concelho de Coles;
- A Pereira, lugar da paróquia de Refojos, no concelho de Cortegada;

- A Pereira, lugar da paróquia da Pereira, no concelho de Entrimo;
- A Pereira, lugar da paróquia de Perlio, no concelho de Fene;
- A Pereira, lugar da paróquia de Carvalho, no concelho de Friol;
- A Pereira, lugar da paróquia de Ousá, no concelho de Friol;
- A Pereira, lugar da paróquia das Negradas, no concelho de Guitiriz;
- A Pereira, lugar da paróquia de Ervoedo, no concelho de Laracha;
- A Pereira, lugar da paróquia de Val de Gestoso, no concelho de Monfero;
- A Pereira, lugar da paróquia de Marcelhe, no concelho de Monforte de Lemos;
- A Pereira, lugar da paróquia do Viveiró, no concelho de Muras;
- A Pereira, lugar da paróquia da Ramalhosa, no concelho de Nigrã;

- A Pereira, lugar da paróquia de Vinhoás, no concelho de Nogueira de Ramuim;
- A Pereira, lugar da paróquia de Serantes, no concelho de Oleiros;
- A Pereira, lugar da paróquia de Buscás, no concelho de Ordes;
- A Pereira, lugar da paróquia de Barbos, no concelho de Ortigueira;
- A Pereira, lugar da paróquia de Santa Cristina de Paradela, no concelho de Paradela;
- A Pereira, lugar da paróquia de Abrence, no concelho da Pobra do Brolhom;
- A Pereira, lugar da paróquia de Sam Pedro d'Eume, no concelho das Pontes de Garcia Rodrigues;
- A Pereira, lugar da paróquia de Torneiros, no concelho do Porrinho;
- A Pereira, lugar da paróquia de Sabariz, no concelho de Rairiz de Veiga;
- A Pereira, lugar da paróquia de Herbogo, no concelho de Róis;

- A Pereira, lugar da paróquia de Carnoedo, no concelho de Sada;
- A Pereira, lugar da paróquia de Santa Marinha do Monte, no concelho de Sam Sadurninho;
- A Pereira, lugar da paróquia de Sam Vitoiro de Ribas de Minho, no concelho do Savinhao;
- A Pereira, lugar da paróquia de Laro, no concelho de Silheda;
- A Pereira, lugar da paróquia de Vilar de Cavalos, no concelho de Taboada;
- A Pereira, lugar da paróquia da Vila de Abade, no concelho de Tordoia;
- A Pereira, lugar da paróquia de Pexegueiro, no concelho de Tui
- A Pereira, lugar da paróquia de Pantim, no concelho de Valdovinho;
- A Pereira, lugar da paróquia de Sam Martinho de Lanzós, no concelho de Vilalva;
- A Pereira, lugar da paróquia de Sam Salvador de Lanzós, no concelho de Vilalva;

#### Outros
- A Pereira, lugar da paróquia de Santabalha, no concelho de Vilalva;
- Ponte Pereira, lugar da paróquia da Pereira, no concelho de Santa Comba;
- Rego de Pereira, lugar da paróquia de Pousada, no concelho de Baleira;
- O Rego de Pereira, lugar da paróquia de Sam Tomé de Lourenzá, no concelho de Lourençá;
- Val de Pereira, lugar da paróquia de Ventosela, no concelho de Ribadávia;